# زكريا يحيى لال
الدكتور زكريا بن يحيى لال (1950 في حارة أجياد بمكة المكرمة - 25 يونيو 2013 في الولايات المتحدة الأمريكية) أكاديمي وتربوي وصحافي ومؤلف سعودي.

## سيرته
حاصل على دكتوراه الفلسفة في الاتصال التربوي وتكنولوجيا التعليم من جامعة بتسبرج بالولايات المتحدة، والماجستير في الإدارة التربوية والتخطيط من جامعة الملك عبد العزيز إضافة إلى درجة ماجستير أخرى في الصحافة والإعلام من جامعة فيلادلفيا، بالإضافة إلى دبلومات عدة في المجالات الصحفية والاعلامية، والتربوية، والإرشاد النفسي من مصر، ولبنان، وأمريكا، واليابان.
- أستاذ الاتصال وتكنولوجيا التعليم- كلية التربية-جامعة أم القرى بمكة المكرمة.
- المرتبة العلمية: أستاذ." جامعة أم القرى،جامعة الملك فيصل بالهفوف" سابقا،"
- حصل على دكتوراه الفلسفة في الاتصال وتكنولوجيا التعليم-جامعة بيتسبرغ-مدينة بيتسبرغ -ولاية بنسلفانيا-الولايات المتحدة الأمريكية 1987.
- حصل على ماجستير في الصحافة والاعلام-جامعة فيلادلفيا-أمريكا 1985.
- حصل على ماجستير –الادارة والتخطيط-جامعة الملك عبد العزيز «أم القرى حاليا»، مكة المكرمة، 1980.
- لديه عدد من الدبلومات العالية
- مارس العمل الصحفى في كل من صحيفتى المدينة والندوة، وعمل مراسلا ومندوبا ومحررا صحفيا في عدد من الصحف المحلية والعربية والدولية.
- مارس العمل الكتابى، وله عدد من الزوايا الاسبوعية والشهرية في عدد من الصحف والمجلات المحلية والخارجية، ولديه (14) مؤلفا في التخصص وغيره.
- لديه (41) بحثا محكما ومنشورا بالمجلات العلمية العربية والمحلية والخارجية.
- عضو عدد من الجمعيات العلمية محليا وعربيا وعالميا، وعضو عدد من المجلات العلمية المتخصصة.
- عضو العديد من اللجان العلمية ورئيسا لبعضها بالجامعة، ومحاضر لمرحلتى الدكتوراه والماجستير في مجال تخصصه.
- اشرف رحمه الله على العديد من الرسائل العلمية «ماجستير ودكتوراه» بجامعة أم القرى، وعدد من الجامعات المحلية والعربية.الي جنة الخلد الملتقي برحمة الله

## من مؤلفاته
1. «حارة أجياد»، كتاب الرياض، الرياض، 2011
2. «التكنولوجيا الحديثة في تعليم الفائقين عقليا»، عالم الكتب- القاهرة،2011.
3. «دور الاعلام في تشكيل وعى المرأة في دول الخليج العربية»، ضمن سلسلة «كتاب الرياض»، عن مؤسسة اليمامة الصحفية- الرياض،2010.
4. «قاموس تكنولوجيا التعليم»، عالم الكتب- القاهرة،2009.
5. «تكنولوجيا التعليم بين النظرية والتطبيق»، عالم الكتب –القاهرة،2008.
6. " ثقافة التعليم الالكترونى"، ضمن سلسلة كتيب "المجلة العربية، الرياض، ع (379)، شعبان 1429-أغسطس 2008.
7. «العنف في عالم متغير»، مكتبة العبيكان، الرياض، 2007.
8. «الاتصال الالكترونى وتكنولوجيا التعليم» مكتبة العبيكان، الرياض،2005.
9. «تعليم الفتاة في عهد خادم الحرمين الشريفين الملك فهد بن عبد العزيز»-عشرون عاما من التطور- مكتبة العبيكان، الرياض، 2003.
10. «الإنترنت في التعليم وواقع البحث العلمي»، مكتبة العبيكان، الرياض،2002.
11. «انهيار القيم»، مكتبة العبيكان، الرياض، 2002.
12. "" التربية العملية "، جامعة الملك فيصل، الهفوف، 1996.
13. «مقدمة في الاتصال وتكنولوجيا التعليم»، مكتبة العبيكان، الرياض، 1989-1995 ط (1)، ط (2).
14. «تعليم الكبار بين النظرية والتطبيق»، مكتبة العبيكان، الرياض، 1989.[2]

## وفاته
توفي في الولايات المتحدة الأمريكية في 25 يونيو 2013 بعد معاناة مع مرض سرطان الدم.